# 丸山元気
丸山 元気（まるやま げんき、1990年10月3日 - ）は、日本中央競馬会 (JRA) の騎手である。美浦トレーニングセンターの根本康広厩舎所属。

## 来歴
祖父は元調教師の丸山務。父は高崎競馬の元騎手の丸山侯彦という競馬一家であるが、小中学校時代は野球に打ち込んでいた。幼稚園の頃には父の騎乗する姿を見て競馬への道を進むことを決めていたと語っている。
競馬学校25期生。同期に松山弘平、小野寺祐太、国分優作、国分恭介がいる。
2009年3月1日、中山競馬第3競走でデビュー。ヤマタケディガーに騎乗し16頭立ての11着だった。同年7月11日、札幌競馬第2競走で8番人気オンザスローンに騎乗し、80戦目で初勝利を挙げた。同期ではもっとも遅い初勝利だったが、同年は8勝を挙げ民放競馬記者クラブ賞を受賞した。
2010年、第1回新潟競馬の開催8日間で15勝を挙げ、第1回新潟競馬最多勝記録を更新した。また、重賞初騎乗となった福島牝馬ステークスでは、ショウナンラノビアに騎乗して15着に敗れたが、2戦目となる目黒記念ではイケドラゴンに騎乗して2着に入り、重賞初連対を果たした。12月25日、小倉競馬第10競走の樅の木賞をボレアスで勝ち、JRA通算100勝を達成した。
2011年5月8日、セイクリッドバレーで新潟大賞典を勝ち、重賞初制覇。10月13日、シェアースマイルでエーデルワイス賞を勝ち、地方交流重賞初制覇。
12月15日、川崎競馬第6競走で鞍を取り違え、後検量の重量が前検量の重量と比べ2.3kg超過した。公正保持のため以後の2競走は乗り替わりとなり、川崎競馬から、12月16日-12月29日の期間で騎乗停止処分を受けた。丸山は先にJRAから、12月17日-12月25日の期間で騎乗停止処分を課されており、JRAはこれを勘案した上で、騎乗停止期間を12月16日-2012年1月7日に改めた。
2019年11月3日、福島9レースでココロノトウダイに騎乗し1着となり、JRA通算500勝を達成した。

## 人物・エピソード
父親は当初名前を「勇気」と名づけるつもりだったが、直前に隣の家でも子供が生まれ、先に「勇気」と名づけられたため、同じ名前がかぶるのはまずいということで、急遽「元気」と名づけることになったという。
騎乗依頼仲介者は、当初は父の知り合いの伝手で『競馬エイト』の松本ヒロシに依頼したが、すでに松本は国分優作を担当することが決まっていたため、松本の紹介で『日刊競馬』トラックマンの植木靖雄に依頼した。2012年の植木死去後は、中村剛士が騎乗依頼仲介者を務めていた（中村は後に妹弟子の藤田菜七子の騎乗依頼仲介者をしていた時期もあった）が、現在は一時期に妹弟子の藤田の騎乗依頼仲介者でもあった川島康孝に交代した。
競馬学校3年生の時に藤田伸二の特別講義を受けた一人である。目標の騎手は松岡正海。

## 代表騎乗馬

### 重賞競走優勝馬
- セイクリッドバレー （2011年新潟大賞典）
- シェアースマイル （2011年エーデルワイス賞）
- クリスマス （2013年函館2歳ステークス）
- ダンツプリウス （2016年ニュージーランドトロフィー）
- スティッフェリオ （2018年福島記念、2019年小倉大賞典、オールカマー）
- フィリアプーラ （2019年フェアリーステークス）
- コントラチェック （2019年フラワーカップ、2021年オーシャンステークス）
- ケンシンコウ （2020年レパードステークス）
- ヴァイスメテオール（2021年ラジオNIKKEI賞）

## 騎乗成績
|            | 日付          | 競馬場・開催  | 競走名     | 馬名               | 頭数 | 人気 | 着順 |
| ---------- | ------------- | ------------- | ---------- | ------------------ | ---- | ---- | ---- |
| 初騎乗     | 2009年3月1日  | 2回中山2日3R  | 3歳未勝利  | ヤマタケディガー   | 16頭 | 11   | 11着 |
| 初勝利     | 2009年7月11日 | 1回札幌7日2R  | 3歳未勝利  | オンザスローン     | 12頭 | 8    | 1着  |
| 重賞初騎乗 | 2010年4月24日 | 1回福島5日11R | 福島牝馬S  | ショウナンラノビア | 16頭 | 9    | 15着 |
| 重賞初勝利 | 2011年5月8日  | 1回新潟6日11R | 新潟大賞典 | セイクリッドバレー | 15頭 | 2    | 1着  |
| GI初騎乗   | 2011年4月24日 | 2回東京2日11R | 皐月賞     | カフナ             | 18頭 | 12   | 14着 |

| 年度   | 1着 | 2着 | 3着 | 騎乗数 | 勝率 | 連対率 | 複勝率 | 表彰                 |
| ------ | --- | --- | --- | ------ | ---- | ------ | ------ | -------------------- |
| 2009年 | 8   | 10  | 16  | 288    | .028 | .063   | .118   | 民放競馬記者クラブ賞 |
| 2010年 | 92  | 71  | 75  | 837    | .110 | .195   | .284   |                      |
| 2011年 | 72  | 74  | 70  | 814    | .088 | .179   | .265   |                      |
| 2012年 | 33  | 35  | 48  | 689    | .048 | .099   | .168   |                      |
| 2013年 | 46  | 39  | 61  | 665    | .069 | .128   | .220   |                      |
| 2014年 | 33  | 39  | 35  | 563    | .059 | .128   | .190   |                      |
| 2015年 | 33  | 37  | 34  | 601    | .055 | .116   | .173   |                      |
| 2016年 | 39  | 40  | 27  | 557    | .070 | .142   | .190   |                      |
| 2017年 | 29  | 40  | 50  | 618    | .047 | .112   | .193   |                      |
| 2018年 | 60  | 66  | 55  | 682    | .088 | .185   | .265   |                      |
| 2019年 | 71  | 52  | 58  | 667    | .106 | .184   | .271   |                      |
| 2020年 | 45  | 51  | 60  | 628    | .072 | .153   | .248   | フェアプレー賞       |
| 2021年 | 26  | 32  | 38  | 515    | .050 | .113   | .186   |                      |
| 2022年 | 22  | 35  | 43  | 526    | .042 | .108   | .190   |                      |
| 2023年 | 20  | 23  | 32  | 428    | .047 | .100   | .175   |                      |
| 中央   | 629 | 644 | 702 | 9078   | .069 | .140   | .218   |                      |
| 地方   | 4   | 11  | 5   | 70     | .057 | .214   | .286   |                      |